# 卡尔斯岛
卡尔斯岛，法罗群岛东北部岛屿，位于东岛和昆岛之间。岛名的原意是“男人岛”，而西边昆岛的原意是“女人岛”。总面积30.9平方公里，总人口79人（2021年1月）。该岛形状狭长，因而昵称“长笛”。

## 地理

### 重点鸟区
國際鳥盟將島上西面和北面的海岸線評為重点鸟区，因為它們是大量繁育海烏的地方，尤其是北极海鹦（40000對）、白翅斑海鸽（5000對）和暴风海燕（200對）。

### 山峰
卡尔斯岛有13個山峰，最高的兩個為 Nestindar (787 m) 和 Botnstindur (743 m)。